# Cristina Moșin
Cristina Moșin (n. 15 noiembrie 1982, Chișinău) este o jucătoare de șah din Republica Moldova, Maestru Internațional⁠(d) la șah din anul 2000.

## Biografie
Cristina Moșin a studiat la Liceul nr. 10 „Ștefan cel Mare” din Chișinău. Talentul său în șah a fost descoperit de Alexandru Brescanu, șeful catedrei educație fizică de la liceul respectiv.
A frecventat Clubul de șah și Dame din Chișinău, fiind antrenată de Ion Solonari. A luat primul loc la turneele internaționale de șah pentru junioare din București (1992) și Chișinău (1994) și a fost campioană a Moldovei la șah, categoria junioare, în anii 1994, 1995 și 1996.
La sfârșitul anilor '90, era unul dintre cei mai buni jucători de șah din Moldova. A câștigat de două ori la rând Campionatul European de șah pentru tineret⁠(d) la grupa de vârstă U14 (1995, 1996). În 1998, la grupa de vârstă U16 de la Campionatul Mondial de Șah Junior a fost a doua, în spatele șahistului chinez Wang Yu⁠(d).
A fost în echipa națională a Moldovei la campionatul de șah din 2000, feminin, echipa câștigând o medalie de bronz, iar Cristina Moșin la individual, medalie de argint.
Pentru succesul la turneele FIDE din 2000, Moșin a primit titlul de Maestru Internațional (WIM). Cel mai mare rating Elo⁠(d) a fost de 2271 în iulie 2002.
A încetat să concureze în turneele de șah în 2003.